# 土曜寄席
『土曜寄席』（どようよせ）は、1965年6月5日から同年8月14日までNET（現・テレビ朝日）系列局で放送されていた毎日放送製作の演芸番組である。その後も1965年8月26日から同年9月30日まで『木曜寄席』（もくようよせ）と題して放送されていた。全17回（11回＋6回）。

## 放送時間
いずれも日本標準時。
- 土曜 19:30 - 20:00 （土曜寄席）
- 木曜 21:00 - 21:30 （木曜寄席）

## 出演寄席芸人

### 土曜寄席
1. 桂米朝、鳳啓助・京唄子
2. 宮川左近、平和ラッパ・日佐丸
3. 若井はんじ・けんじ、上方柳次・柳太
4. 海原お浜・小浜、すっとんトリオ
5. 島田洋之介・今喜多代、タイヘイトリオ
6. （不明）
7. 三遊亭小円・木村栄子 ほか
8. 平和ラッパ・日佐丸、横山ホットブラザーズ
9. 漫画トリオ ほか
10. フラワーショウ、ミスワカサ・島ひろし
11. 海原お浜・小浜、砂川捨丸・中村春代[2]

### 木曜寄席
1. 上方柳次・柳太、夢乃タンゴ・西川ひかる
2. 暁伸・ミスハワイ、鳳啓助・京唄子
3. 島田洋之介・今喜多代、横山ホットブラザーズ
4. 若井はんじ・けんじ ほか
5. 平和ラッパ・日佐丸、宮川左近ショー
6. 小島慶四郎・岡八郎、海原お浜・小浜